# Pandanus petersii
Pandanus petersii là một loài thực vật thuộc họ Pandanaceae. Đây là loài đặc hữu của Mozambique. Chúng hiện đang bị đe dọa vì mất môi trường sống.